# Rio Coppename

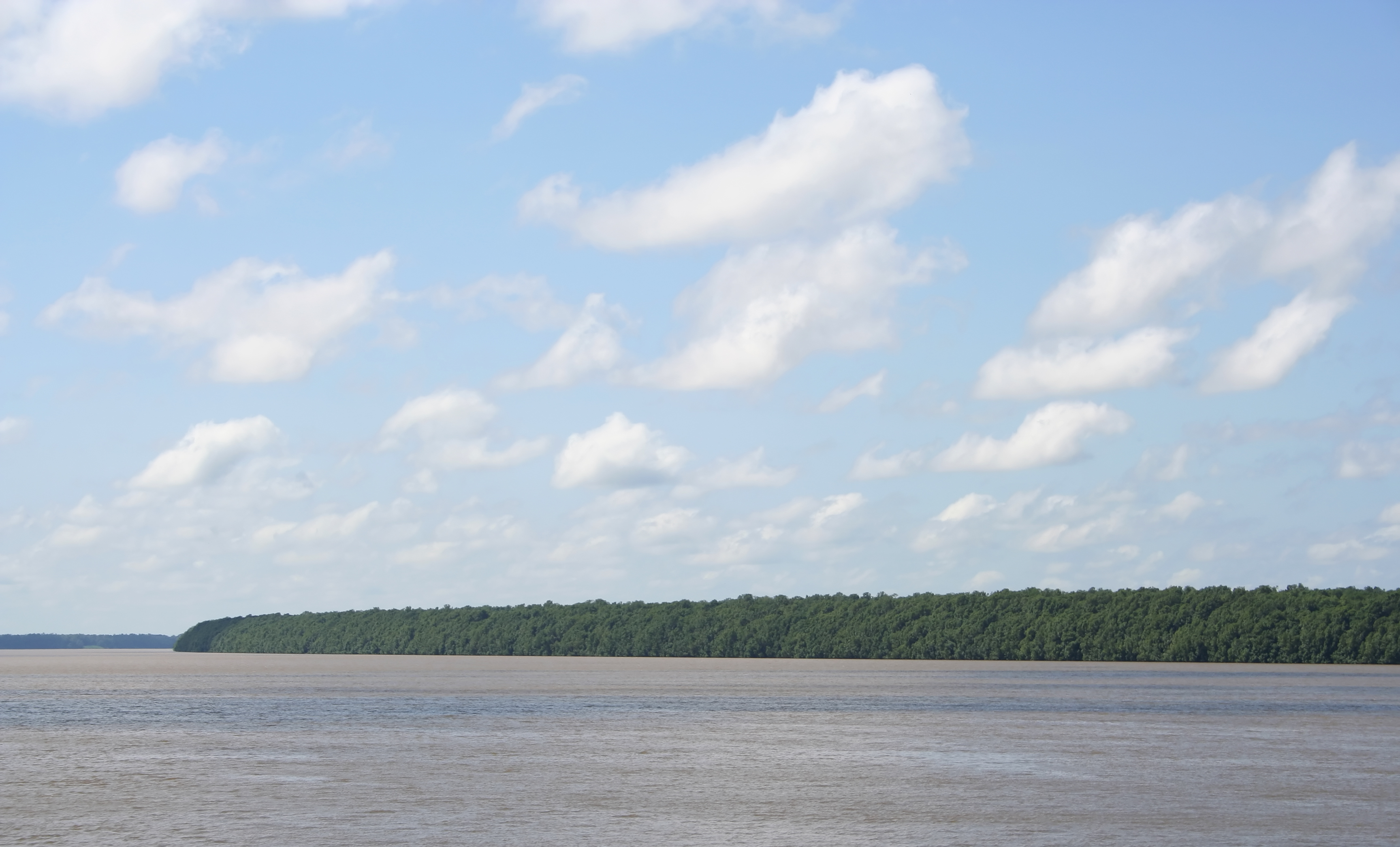
O rio Coppename.

O Rio Coppename é um rio no Suriname que flui através do distrito de Sipaliwini, que faz parte da fronteira entre os distritos de Coronie e Saramacca.

## Rio Curso
O rio Coppename tem sua origem nas montanhas Wilhelmina. Seus afluentes são o Coppename Right (que nasce na encosta nordeste de Wilhelmina, cadeia Tafelberg e as partes ocidentais de Emmakette) Coppename a esquerda, eo Coppename média, que tem suas nascentes nas áreas centrais e ocidentais da secção Wilhelmina montanhas do norte e do leste ao sul da região de montanhas Bakhuys.
Os três ramos do Coppename juntar Tonckens das cachoeiras acima e então fluir através da montanha Hebiweri. Debaixo Sidonkrutu reúne com Adampada rápido, drenando a maior parte das pistas leste da cordilheira Bakhuys. Abaixo as corredeiras do Langa, Elrio vira para leste e acima das corredeiras de Raleigh recebe entrada de rio Tangimama, que vem do norte Emmaketen.

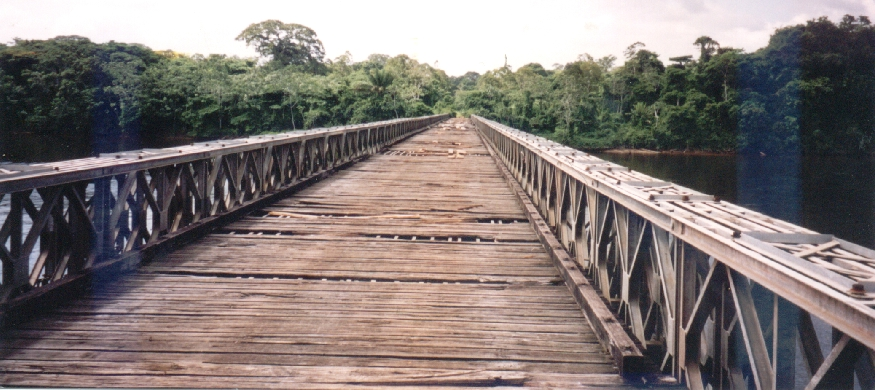
Bailey Ponte no rio Coppename em Bitagron.

The Raleigh rápida, juntamente com o cume da montanha vizinha Voltz e Van Stockum, são um ímã para o turismo, o mesmo pode ser acessado por pequenos aviões.
Depois que ele se junta ao Kwama o Coppename flui para o norte e passa pelas cidades de Kaaimanston, Bitagron e Heidoti. Uma vez que atinge a planície costeira, a Coppename é acompanhado pelo Wayambo, que forma uma bifurcação wel entre rios Coppename e Nickerie.
Finalmente o Tibiti e Coesewijne baixado para o Coppename. O Coppename e Saramacca convergir e ter um delta comum onde descarregadas no Atlântico.

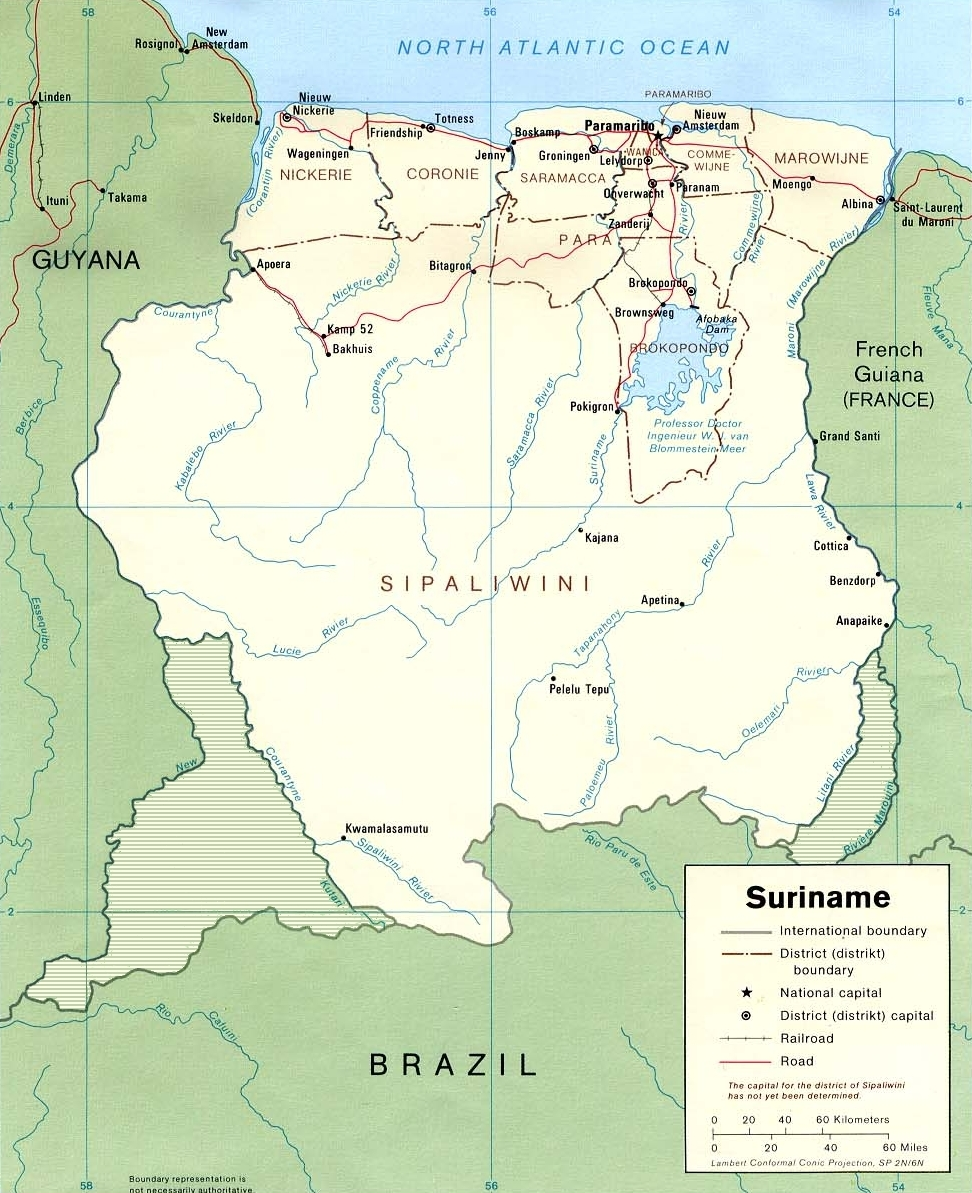
Depois de atravessar o distrito Sipaliwini o Coppename vai do norte descarregando no Oceano Atlântico.